# Никифоров, Сергей Юрьевич
Сергей Юрьевич Никифоров (укр. Сергій Юрійович Никифоров; род. 6 февраля 1994, Бровары, Киевская область, Украина) — украинский легкоатлет, специализирующийся в прыжке в длину. Бронзовый призёр чемпионата Европы в помещении 2017 года. Пятикратный чемпион Украины.

## Биография
Тренируется в Броварах под руководством Валерия Терентьевича и Натальи Николаевны Гредуновых.
В 2015 году впервые стал чемпионом страны, выиграв зимнее первенство Украины с результатом 7,71 м. Участвовал в молодёжном чемпионате Европы, но не смог преодолеть квалификационный барьер.
Первый в карьере прыжок за 8 метров совершил в июне 2016 года на соревнованиях в норвежском Флурё — 8,06 м. Спустя две недели на победном для себя чемпионате страны прыгнул ещё дальше, на 8,18 м, но попутный ветер превышал допустимую норму (+2,1 м/с). Улучшить этот результат на чемпионате Европы не удалось: Никифоров был далёк даже от выхода в финал.
Зимой 2017 года добился первого крупного успеха в карьере. В квалификации чемпионата Европы в помещении Сергей показал лучший результат сезона в мире, 8,18 м, а в финале завоевал бронзовую медаль, уступив чемпиону Измиру Смайлаю всего один сантиметр.

## Основные результаты
| Год  | Турнир                          | Место проведения       | Дисциплина     | Место        | Результат         |
| ---- | ------------------------------- | ---------------------- | -------------- | ------------ | ----------------- |
| 2015 | Чемпионат Европы среди молодёжи | Таллин, Эстония        | прыжок в длину | 14-е (квал.) | 7,19 м            |
| 2016 | Чемпионат Европы                | Амстердам, Нидерланды  | прыжок в длину | 21-е (квал.) | 7,59 м (+4,5 м/с) |
| 2017 | Чемпионат Европы в помещении    | Белград, Сербия        | прыжок в длину | 3-е          | 8,07 м            |
| 2017 | Чемпионат мира                  | Лондон, Великобритания | прыжок в длину | 30-е (квал.) | 7,47 м            |